# Arroyo Seco AVA
Arroyo Seco AVA (anerkannt seit dem 15. April 1983) ist ein Weinbaugebiet im US-Bundesstaat Kalifornien. Das Gebiet liegt in dem Verwaltungsgebiet Monterey County, südöstlich der Monterey Bay und ist Teil der übergeordneten Central Coast AVA und Monterey AVA. Das Weinbaugebiet liegt zwischen den Städten Soledad und King City und grenzt an den Arroyo Seco Creek. Im Norden der Appellation schließt das Weinbaugebiet Santa Lucia Highlands AVA an. Das Tal profitiert von einer Öffnung zur Monterey Bucht. Dadurch können die kühlenden Nebel und Meeresbrisen des Pazifischen Ozeans moderierend auf das Klima einwirken. Darüber hinaus wird es westlich von den Santa Lucia Mountains beschattet. Dadurch gedeihen hier frühreifende Rebsorten wie Chardonnay, Pinot Noir und Riesling. Das Gebiet ist für den mit Kiesel übersäten Boden bekannt. Die Einwohner nennen die fast kartoffelgroßen Steine "Greenfield Potatoes". Neben einem temperierenden Effekt sorgen die Steine auch für eine hervorragende Drainage des Bodens.